# 苫東中央インターチェンジ
苫東中央インターチェンジ（とまとうちゅうおうインターチェンジ）は、北海道苫小牧市柏原にある日高自動車道のインターチェンジ。
開通当初は道央自動車道方面のみ利用可能なハーフインターチェンジであったが、鵡川ICの開通に合わせてフルインターチェンジ化された。

## 歴史
- 1998年（平成10年）7月6日：沼ノ端西IC - 厚真IC間（苫東道路）の開通に伴いハーフICとして供用開始[2]。
- 2003年（平成15年）
  - 8月6日：フルIC化。
  - 8月10日：厚真IC - 鵡川IC間（厚真門別道路）が開通[3]。

## 周辺
苫小牧東部地域となっている。
- 北海道石油共同備蓄
- 苫東石油備蓄
- 苫小牧寒地試験道路
- 苫小牧施工試験フィールド

## 接続する道路
- 国道235号（一般道路）

## 隣
E63 日高自動車道（苫東道路）
(2) 沼ノ端東IC - (3) 苫東中央IC - (4) 厚真IC